# Rodolfo Hoyos
Rodolfo Hoyos (Casma, Áncash, Perú; 9 de diciembre de 1955) es un exfutbolista peruano. Desempeñó como delantero y extremo. Es sobrino de Valeriano López "el tanque de casma". Su padre José Hoyos López fue futbolista Casmeño que jugó también con el "tanque de Casma" y sus hermanos también jugaron solo hasta los juveniles.

## Trayectoria
Se inició en los juveniles del Club Atlético Chalaco en 1974, para luego pasar al primer equipo, debutando con el Deportivo Junin de Huancayo en 1976. Debido a una lesión en 1980 estuvo de para por cerca de un año y medio. Luego continuó en el Club Alianza San Isidro y en el Lawn Tennis.
Estudió la carrera de Entrenador. Jugó y dirigió en una temporada al equipo del Banco Regional del Norte. Fue el creador de la primera agremiacion de futbol del Callao en el distrito de La Perla.

## Clubes
| Club               | País | Temporada |
| ------------------ | ---- | --------- |
| Atlético Chalaco   | Perú | 1976-1980 |
| Alianza San Isidro | Perú | 1981      |
| Lawn Tennis        | Perú | 1982-1983 |